# 圣代里安
圣代里安（法語：Saint-Derrien，法語發音：[sɛ̃ dɛʁjɛ̃]）是法国菲尼斯泰尔省的一个市镇，属于莫尔莱区。

## 地理
圣代里安（48°32'51"N, 4°10'57"W）面积12.28 平方千米，位于法国布列塔尼大區菲尼斯泰尔省，该省份为法国最西部的省份，位于布列塔尼半岛西部，北西南三面环大西洋，东临阿摩尔滨海省和莫尔比昂省。
与圣代里安接壤的市镇（或旧市镇、城区）包括：普卢内旺泰尔、朗乌阿尔诺、普卢加尔、圣塞尔韦、圣武盖。

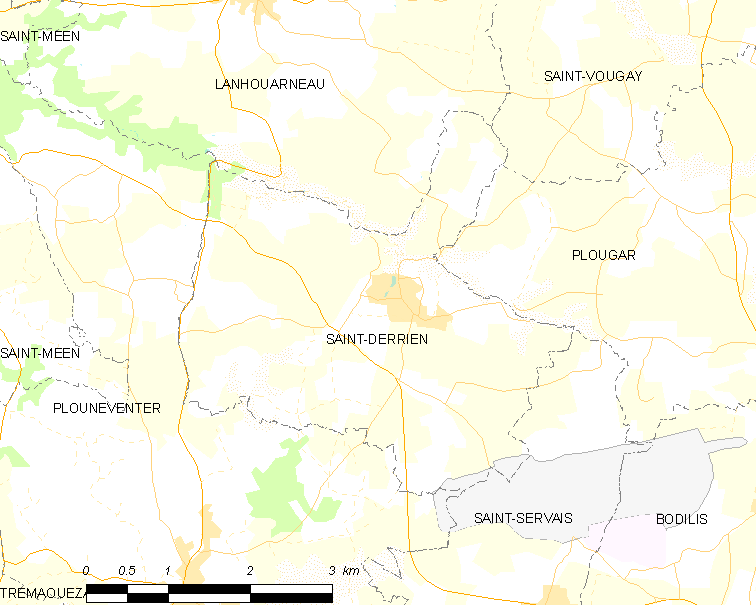
圣代里安的OSM定位图

圣代里安的时区为UTC+01:00、UTC+02:00（夏令时）。

## 行政
圣代里安的邮政编码为29440，INSEE市镇编码为29244。

## 政治
圣代里安所属的省级选区为朗迪维肖县。

## 人口

1962-2008年间圣代里安人口变化图示

圣代里安于2022年1月1日时的人口数量为846人。